# Crytea tricolorata
Crytea tricolorata là một loài tò vò trong họ Ichneumonidae.